# طواف إسبانيا 1972
طواف إسبانيا 1972 هو سباق دراجات هوائية أقيم بتاريخ 27 أبريل – 14 مايو، تكون السباق من 17 مرحلة وامتدّ لمسافة 3079.3 كم بسرعة 37.38 كم/س، استغرق السباق 82 ساعة 34 دقيقة 14 ثانية. فاز به الإسباني خوسي مانويل فوينتي.

## الترتيب
| م                     | الدرّاج             | البلد   | الزمن                     |
| --------------------- | ------------------ | ------- | ------------------------- |
| الفائز بالترتيب العام | خوسي مانويل فوينتي | إسبانيا | 82 ساعة 34 دقيقة 14 ثانية |
| التسلق                | خوسي مانويل فوينتي | إسبانيا | -                         |
| الترتيب المركب        | خوسي مانويل فوينتي | إسبانيا | -                         |